# Parornix alni
Parornix alni är en fjärilsart som beskrevs av Tosio Kumata 1965. Parornix alni ingår i släktet Parornix och familjen styltmalar. Inga underarter finns listade i Catalogue of Life.